# Руденск (футбольный клуб)
«Руденск» — белорусский футбольный клуб из города Марьина Горка, основанный в 1998 году. Со времени основания по 2008 год играл в чемпионате Минской области. В 2009 году ФК «Руденск» начал выступления во второй лиге и сразу же занял первое место. С 2010 года играл в Первой лиге. В 2012 году клуб занял последнее место в Первой лиге и прекратил существование.

## Достижения
- Высшее достижение в чемпионате Беларуси — 5 место в Первой лиге (2010).
- Чемпион Второй лиги (2009).
- Чемпион Минской области (Д4, Первая Лига) (2008).
- Лучшее достижение в Кубке Белоруссии — выход в 1/8 финала в розыгрышах 2010/11, 2011/12.

## Выступление в Чемпионатах Белоруссии
| Сезон | Лига             | И  | В  | Н | П  | М     | О  | Место    | Прим.               | Бомбардир                      |
| ----- | ---------------- | -- | -- | - | -- | ----- | -- | -------- | ------------------- | ------------------------------ |
| 2009  | Вторая лига (Д3) | 26 | 19 | 6 | 1  | 57-20 | 63 | 1 из 14  | Выход в Первую лигу | Д. Парфёнов А. Ходневич — по 9 |
| 2010  | Первая лига (Д2) | 30 | 12 | 7 | 11 | 37-39 | 43 | 5 из16   |                     | С. Шалимо — 9                  |
| 2011  | Первая лига (Д2) | 30 | 9  | 6 | 15 | 25-40 | 33 | 13 из 16 |                     |                                |
| 2012  | Первая лига (Д2) | 28 | 4  | 4 | 20 | 15-70 | 7  | 15 из 15 | Расформирование     |                                |